# De Prelle de la Nieppe

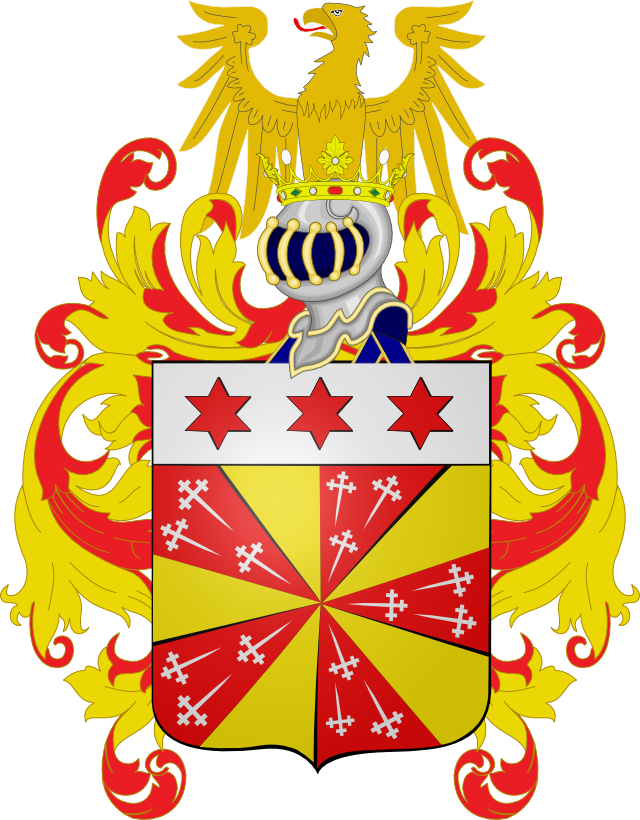
Wapen van de familie de Prelle de la Nieppe

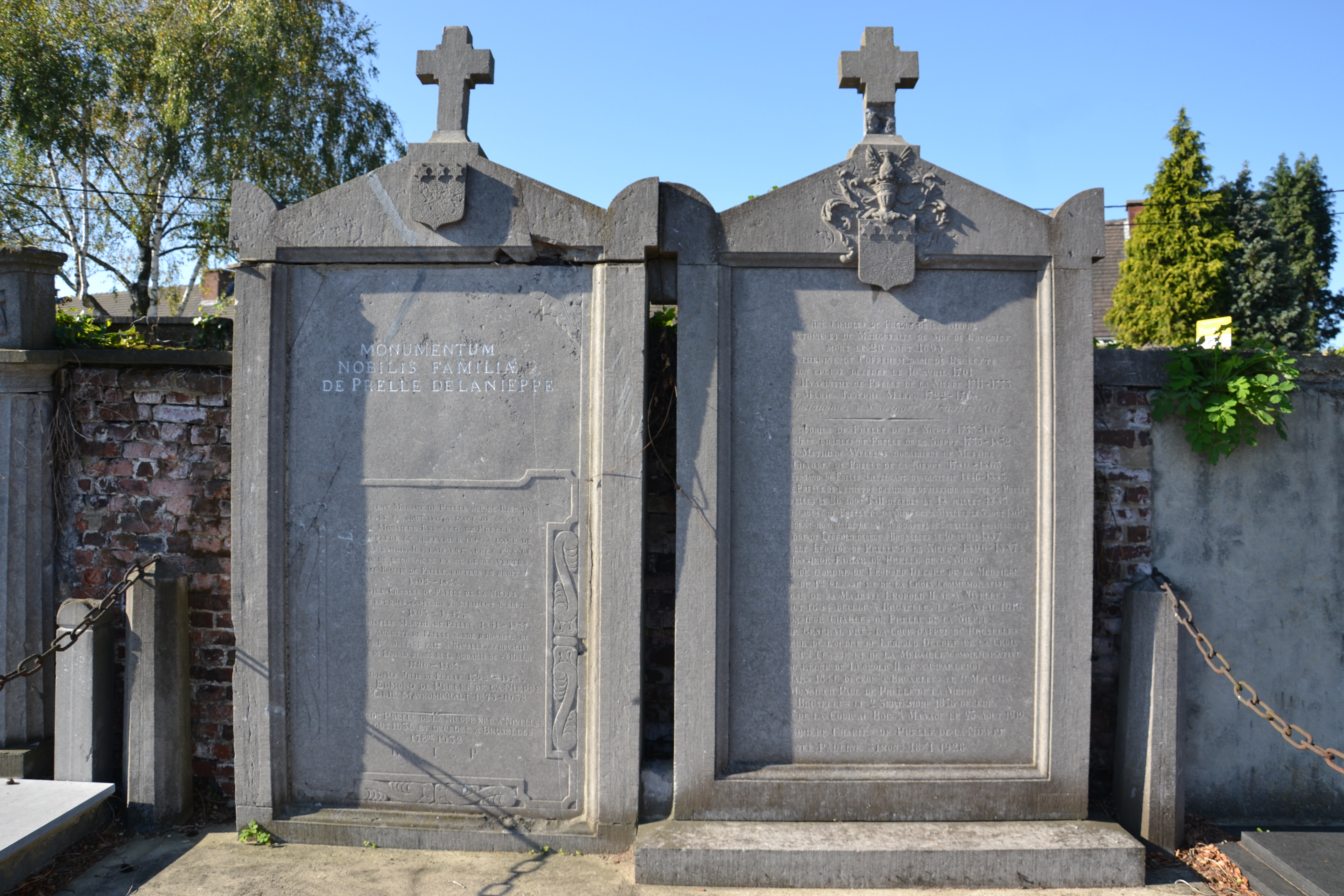
Grafmonument van de familie de Prelle de la Nieppe in Nijvel

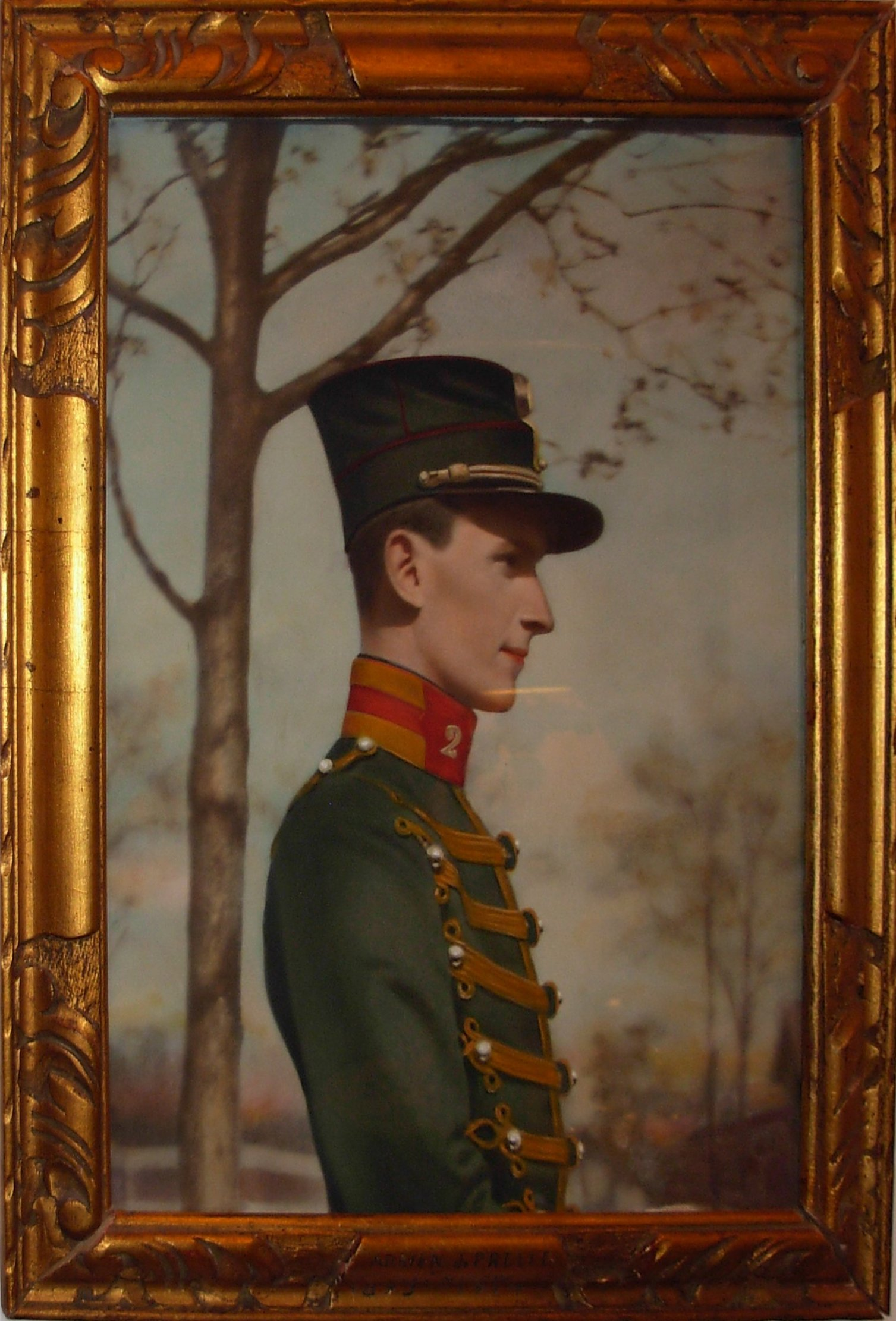
Portret van de gesneuvelde Adrien de Prelle

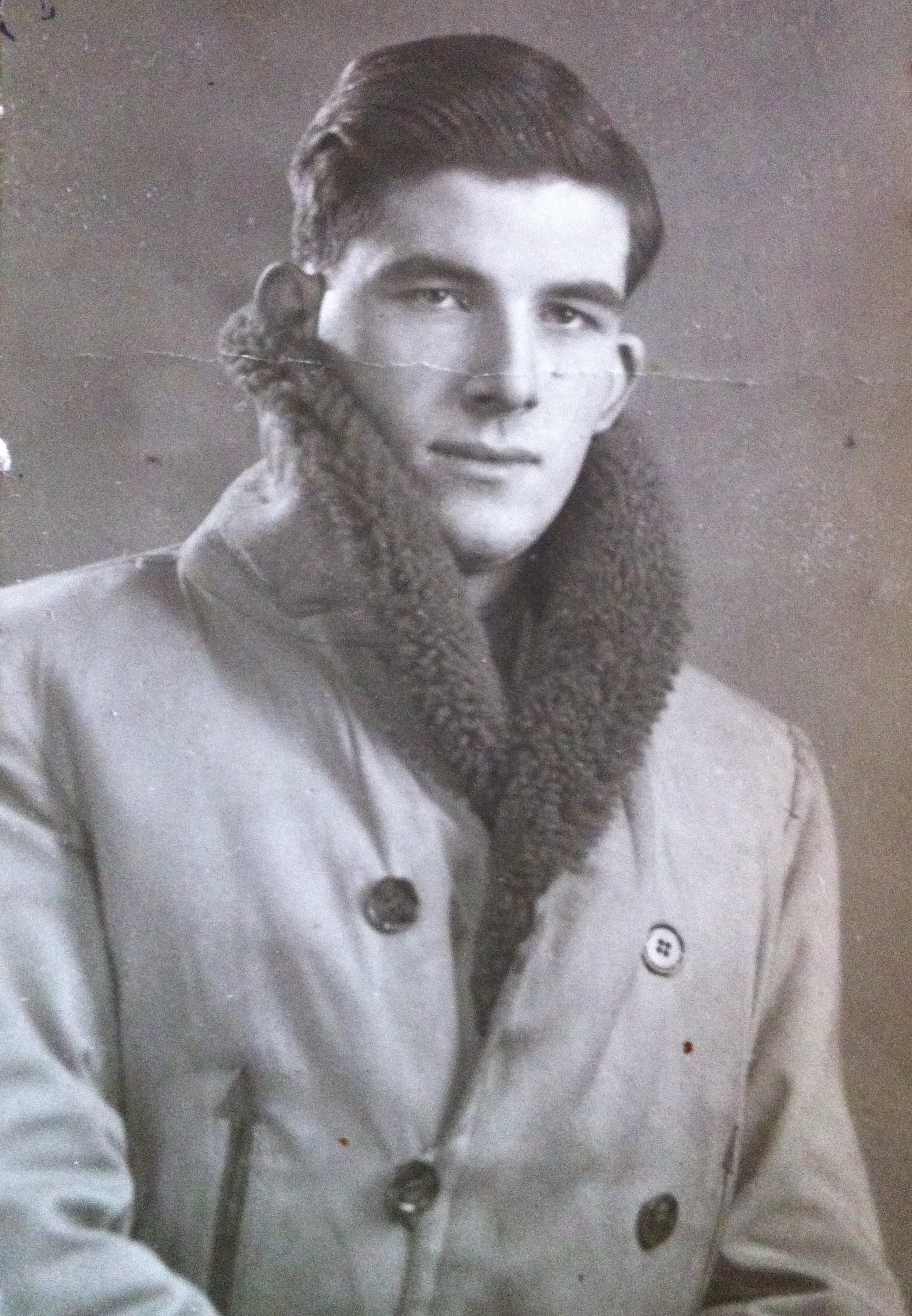
Alain de Prelle, wereldreiziger en schrijver

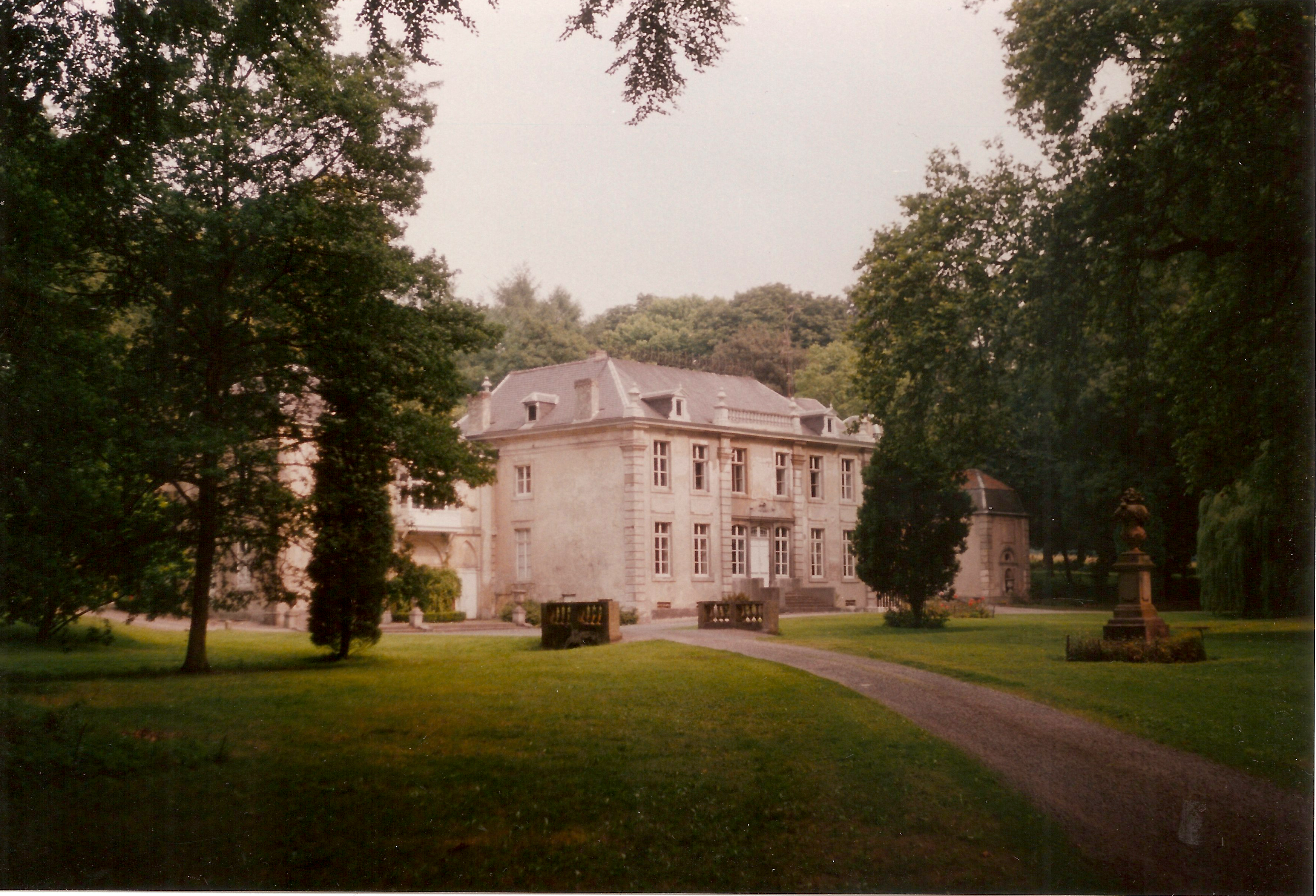
Kasteel de Fonteneau bij Nijvel, van de familie de Prelle de la Nieppe

De familie de Prelle de la Nieppe is een Zuid-Nederlandse adellijke familie.

## Jean-Charles de Prelle de la Nieppe
- Jean-Charles François Ghislain de Prelle de la Nieppe (Nijvel, 6 november 1755 - 26 augustus 1832) was een zoon van Hyacinthe-François de Prelle de la Nieppe, kapitein bij de Gardes Wallonnes en van Marie-Josèphe Marcq. Hij werd licentiaat in de rechten en trouwde in 1803 met Mathilde Wellens (1780-1863). Ze kregen zes kinderen. Hij werd in 1823, onder het Verenigd Koninkrijk der Nederlanden, erkend in de erfelijke adel.
  - Emmanuel de Prelle de la Nieppe (1809-1887) promoveerde tot doctor in de rechten en werd eerste voorzitter van het hof van beroep in Brussel. Hij trouwde in 1841 met Charlotte de Haussy (1820-1883) en ze kregen vier kinderen.
    - Charles-Emmanuel de Prelle de la Nieppe (1846-1915), doctor in de rechten, werd procureur-generaal bij het hof van beroep in Brussel. Hij trouwde in 1872 met Pauline Simons (1851-1928) en ze hadden vijf kinderen.
      - Edmond de Prelle de la Nieppe (1873-1959) werd diplomaat. Hij was onder meer op post in China in 1905.
      - Georges de Prelle de la Nieppe (1875-1947) trouwde in 1899 met Gabrielle de Wandre (1880-1937).
        - Antoinette de Prelle de la Nieppe (1901-1992) trouwde met generaal-majoor graaf François d'Oultremont (1899-1988).

      - Paul de Prelle de la Nieppe (1876-1939) trouwde met Marie-Henriette Tiberghien (1880-1935).
        - John de Prelle de la Nieppe (1904-1965) trouwde met Yvonne Navez (1908-1992). Het echtpaar bleef kinderloos en hij was de laatste mannelijke naamdrager van deze familietak.

      - Germaine de Prelle de la Nieppe (1879-1946) trouwde in 1900 met luitenant-generaal Adolphe Cumont (1873-1946).
      - Marie-Louise de Prelle de la Nieppe (1893-1948) trouwde met luitenant-generaal burggraaf Etienne de Jonghe d'Ardoye (1885-1963).

    - Maxime-Guillaume de Prelle de la Nieppe (1861-1944), doctor in de rechten en advocaat trouwde in 1888 met Louise Allard (1868-1938), dochter van Ernest Allard en ze kregen drie dochters.
      - Christine de Prelle de la Nieppe (1889-1978) trouwde met generaal-majoor Louis Rigano (1887-1962).
      - Madeleine de Prelle de la Nieppe (1893-1960) trouwde met de Nederlandse jonkheer Ewout Prins, heer van Westdorpe (1879-1950), lid van het geslacht Prins.

## Bernard de Prelle de la Nieppe
- Bernard Hyacinthe Marie Charles Ghislain de Prelle de la Nieppe (Nijvel, 17 augustus 1758 - 14 februari 1844), broer van de voorgaande, werd eveneens in 1823 in de erfelijke adel erkend. Hij werd licentiaat in de rechten en gemeenteraadslid van Nijvel. Hij trouwde in deze stad in 1789 met Marie-Anne de Biseau (1751-1817). Ze kregen vier kinderen.
  - Auguste de Prelle de la Nieppe (1790-1865), vrederechter in Nijvel, trouwde met zijn nicht Elisabeth de Prelle de la Nieppe (1811-1885), dochter van het echtpaar de Prelle - Wellens (zie hierboven). Ze kregen zeven kinderen.
    - Arthur de Prelle de la Nieppe (1835-1902), trouwde met Coralie Gheysens (1838-1887), dochter van de Antwerpse notaris Xavier Gheysens. Ze kregen twee zoons, maar zonder verder nageslacht.
    - Edgar Bernard de Prelle de la Nieppe (1854-1915), was conservator van het koninklijk museum van Wapenrusting in Brussel. Hij trouwde met Louise Verhaegen (1863-1957) en ze kregen zeven kinderen.
      - Adrien de Prelle de la Nieppe (°1893) sneuvelde op 18 augustus 1914 in Budingen.
      - Roger de Prelle de la Nieppe (1895-1953) trouwde in 1918 met barones Marguerite Moncheur (1889-1975) (echtscheiding in 1934). Hij hertrouwde in 1934 met Germaine Dewit (1897-1981).
        - Alain de Prelle de la Nieppe (1922-1955) was een bekend journalist, schrijver en wereldreiziger. Hij trouwde in 1946 met Purification Hernaiz van den Eynden (1924-2011), dochter van Andrès Hernaiz en Gloria Escorza en aangenomen dochter van Joseph van den Eynden en Marie-Léopoldine Tessens. Met afstammelingen tot heden.
        - Reginald de Prelle de la Nieppe (1926-2014), journalist, trouwde met Marthe Gept (1925-2014). Met afstammelingen tot heden.